# Xã Easter, Quận Roberts, South Dakota
Xã Easter (tiếng Anh: Easter Township) là một xã thuộc quận Roberts, tiểu bang Nam Dakota, Hoa Kỳ. Năm 2010, dân số của xã này là 152 người.